# Efrem Forni
Efrem Forni (ur. 10 stycznia 1889 w Mediolanie, zm. 26 lutego 1976 w Rzymie) – włoski duchowny katolicki, kardynał.

## Życiorys
Na chrzcie otrzymał imiona Efrem Leone Pio. Ukończył studia na Uniwersytecie Mediolańskim, a także na Uniwersytecie Gregoriańskim i w Papieskiej Akademii Kościelnej. Święcenia kapłańskie otrzymał 6 lipca 1913. W roku 1921 rozpoczął służbę w dyplomacji papieskiej, będąc kolejno sekretarzem, a następnie audytorem nuncjatury w Portugalii i audytorem nuncjatury we Francji (1928–1937). W tym czasie otrzymał godność honorowego, a następnie prywatnego szambelana Jego Świątobliwości oraz prałata.
26 listopada 1937 nominowany tytularnym arcybiskupem Darni i nuncjuszem w Ekwadorze. Konsekrowany w Rzymie przez Sekretarza Stanu kardynała Eugenia Pacellego, przyszłego papieża Piusa XII. Jako legat papieski brał udział w Kongresie Eucharystycznym w Quito w 1949. W 1953 przeniesiony na placówkę do Belgii. Został wtedy również internuncjuszem w Luksemburgu. Od 1955 nuncjusz w Luksemburgu.
Na konsystorzu z marca 1962 został kardynałem prezbiterem tytułu Santa Croce in Gerusalemme. Brał udział w obradach Soboru watykańskiego II oraz konklawe 1963. W roku 1971 utracił prawo udziału w wyborze papieża. Pochowany w Mediolanie.